# Sint-Laurentiuskerk (Eckerö)
De Sint-Laurentiuskerk in Eckerö op het Fasta Åland, het hoofdeiland van de Finse regio Åland, is een relatief kleine stenen kerk uit de late 13e eeuw. De kerk is gewijd aan de heilige Laurentius van Rome.
Voordat Eckerö een eigen parochie werd, was deze kerk een kapel onder de Sint-Catharinakerk van Hammarland.

## Geschiedenis
Al lang voordat dit kerkgebouw werd gebouwd, was er op deze plaats bedrijvigheid. Iets ten noorden van de kerk ligt een begraafplaats uit de ijzertijd. Gevonden munten, graven en de bewaard gebleven kleine kerkklok die gedateerd is op de vroege 13e eeuw duiden erop dat er al eerder een gebouw op deze plek heeft gestaan dat kleiner was dan de huidige kerk. Waarschijnlijk was dit een houten kapel.
Iets ten noorden van de kerk loopt de oude postroute uit de 17e eeuw, die voordien vermoedelijk al in gebruik is geweest als pelgrimsroute.
De stenen kerk werd aan het einde van de 13e eeuw gebouwd in rood Ålands rapakivi-graniet. De bouw van de uitzonderlijk brede toren, die net zo breed is als het schip van de kerk, werd afgerond in 1467.

## Ontwerp
De muren van de kerk zijn zeer dik: ruim een meter. De hoofdingang bevindt zich in het westen, in de toren. De relatief brede maar vrij lage toren heeft een middeleeuws piramidevormig puntdak, bekleed met houtspanen. Ook het bovenste deel van de toren is hiermee bekleed. Aan het metselwerk is te zien dat de toren later werd gebouwd dan het schip. De westgevel van de oorspronkelijke kerk, waarin een rond raam moet hebben gezeten, is verdwenen: toren en schip vormen één gezamenlijke ruimte, met een houten tongewelf.
De binnenmaten van de kerk zijn 13,3 x 7,4 meter. Er zijn grote ramen aan de noord- en zuidzijde; het koorraam in de oostgevel is in 1908 dichtgemetseld, om plaats te bieden aan het altaarstuk van de kunstenaar B. Reinhold, gemaakt in 1876, dat "Christus en de zondaar" voorstelt. In het zuidelijke kerkportaal bevindt zich een ondiepe nis. De sacristie bevindt zich in een uitbouw aan de noordoostelijke zijde. Van daaraf kan men de preekstoel bereiken door een opening in de noordelijke muur.
De muurschilderingen zijn laatmiddeleeuws. Er is een schildering van een bisschop naast een doopvont. Mogelijk is dat hetzelfde houten doopvont dat de kerk nog steeds bezit: een laatmiddeleeuws exemplaar, gesneden uit een dikke stam van grenenhout.
In de 16e eeuw, tijdens de reformatie, trad een periode van verval in. In de 17e eeuw werd de kerk weer opgeknapt: er werden nieuwe kerkbanken aangeschaft, ook werd er een nieuwe preekstoel geplaatst en het houten kruisbeeld werd vernieuwd.
Tijdens de Russische bezetting ("stora ofreden", 1714-1721) werd de kerk vernield en geplunderd. In de 19e eeuw werden de ramen vergroot tot de huidige afmetingen. Ook werd er een nieuw altaarstuk aangeschaft en de sacristie werd flink vergroot.
In verband met een ingrijpende renovatie onderging de kerk van Eckerö in 1952 een archeologisch onderzoek.

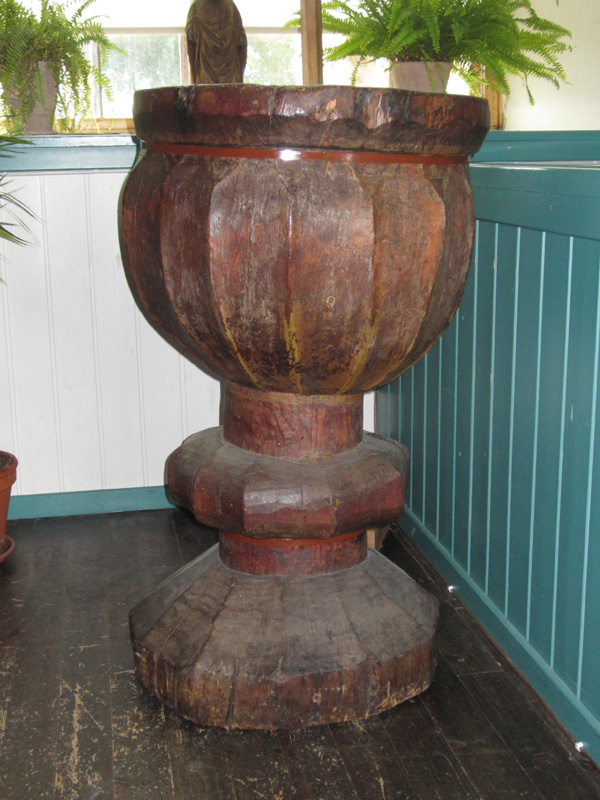
Het middeleeuwse houten doopvont

### Inventaris
- Grenenhouten doopvont uit de late middeleeuwen
- Madonna in hout - Afkomstig uit Gotland, gedateerd uit ongeveer 1300. Enkele details zoals de kroon zijn van recentere datum.
- Houten kruisbeeld uit de 14e eeuw
- Kleine kerkklok uit het begin van de 13e eeuw - dus ouder dan de stenen kerk
- Altaarstuk uit 1876 geschilderd door Bernhard Reinhold
- Kerkorgel: In 1861 bouwde Adam Ravander een orgel. Het stond op de tribunes aan de zuidkant. Het orgel werd in 1927 verplaatst. In 1983 werd het orgel gerestaureerd door Hans Heinrich en vervolgens verplaatst naar de oorspronkelijke locatie.